# St. Petersburg Kickers
El St. Petersburg Kickers es un equipo de fútbol de los Estados Unidos que juega en la Sun Coast Soccer League, la liga de fútbol del Estado de la Florida.

## Historia
Fue fundado en el año 1957 en la ciudad de St. Petersburg, Florida por Kurt Herbach y ganaron su primer título en 1967 en la Copa Over-30. También han sido campeones de Liga en 11 ocasiones y han ganado 4 títulos de copa estatales.
En 1997 se mudaron a la ciudad de Land O'Lakes, Florida y se cambiaron el nombre por el de Florida Kickers, ganando la copa amateur y el Over-30, y en el 2008 ganaron su tercer copa amateur.
A nivel internacional han participado en 1 torneo continental, en la Copa de Campeones de la Concacaf 1990, en la cual fueron eliminados en la segunda ronda norte por el Club América de México.

## Palmarés
- Sun Coast Soccer League: 11

- Copa del Estado de La Florida: 4

- National Amateur Cup: 3

1990, 1997, 2008
- National Challenge Cup: 1

1989
- Copa Over-30: 2

1967, 1997
- Florida Cup Classic: 1

2014

## Participación en competiciones de la Concacaf
| Temporada | Torneo                           | Ronda   | Club              | Casa | Visita | Global |
| --------- | -------------------------------- | ------- | ----------------- | ---- | ------ | ------ |
| 1990      | Copa de Campeones de la Concacaf | Norte 1 | Greek American AA | 2-0  | 0-1    | 2-1    |
| 1990      | Copa de Campeones de la Concacaf | Norte 2 | Club América      | 0-1  | 0-1    | 0-2    |

## Entrenadores destacados
- Steve Gogas
- Wim Suurbier